# Breaking vid europeiska spelen 2023
Breaking vid europeiska spelen 2023 avgjordes mellan 26 och 27 juni 2023 i 	
Park Strzelecki i Nowy Sącz i Polen. Det var första upplagan av breaking i europeiska spelen.
Totalt 32 idrottare från 15 nationer deltog i tävlingen, där vinnarna i både damernas och herrarnas tävling kvalificerade sig till olympiska sommarspelen 2024. Första dagen möttes de tävlande i ett gruppspelsformat och andra dagen var det slutspel med kvartsfinaler, semifinaler, finaler och bronsmatcher.

## Medaljörer
Mall:Europeiska spelen-medaljörer/2023/Breaking

## Medaljtabell
*   Värdland ( Polen)
| Nr                  | Nation              | Guld | Silver | Brons | Totalt |
| ------------------- | ------------------- | ---- | ------ | ----- | ------ |
| 1                   | Nederländerna       | 1    | 1      | 0     | 2      |
| 2                   | Frankrike           | 1    | 0      | 0     | 1      |
| 3                   | Ukraina             | 0    | 1      | 0     | 1      |
| 4                   | Litauen             | 0    | 0      | 1     | 1      |
| 4                   | Österrike           | 0    | 0      | 1     | 1      |
| Totalt (5 nationer) | Totalt (5 nationer) | 2    | 2      | 2     | 6      |